# Les Cinq de la rue Barska
Pour plus de détails, voir Fiche technique et Distribution.
Les Cinq de la rue Barska (titre original : Piątka z ulicy Barskiej) est un film polonais réalisé par Aleksander Ford, inspiré du roman  Les Cinq de la rue Barska de Kazimierz Koźniewski (1952), et sorti en 1954 au cinéma.

## Synopsis
En Pologne après la deuxième Guerre mondiale, de jeunes délinquants sont remis sur le chemin de l'intégration à la société en participant à la construction d'une voie à Varsovie.

## Fiche technique
- Titre : Les Cinq de la rue Barska
- Titre original : Piątka z ulicy Barskiej
- Réalisation : Aleksander Ford, assisté d'Andrzej Wajda
- Scénario : Aleksander Ford, Kazimierz Koźniewski
- D’après le roman  Les Cinq de la rue Barska de Kazimierz Koźniewski (1952)
- Société de Production : Film Polski
- Musique : Kazimierz Serocki
- Photographie : Jaroslav Tuzar, Karol Chodura
- Montage :
- Costumes : Teresa Roszkowska
- Pays d'origine :  Pologne
- Format :
- Genre : Drame
- Durée : 108 minutes (1 h 48)
- Date de sortie : 
  - Pologne : 27 février 1954
  - France : 29 avril 1955

## Distribution
- Aleksandra Śląska : Hanka
- Tadeusz Janczar ; Kazek Spokorny
- Andrzej Kozak : Jacek Siwicki
- Tadeusz Łomnicki : Lutek Kozłowski
- Marian Rułka : Zbyszek Mocarski
- Włodzimierz Skoczylas : Franek Kruk
- Mieczysław Stoor : Marek Kozioł
- Kazimierz Opaliński
- Jerzy Szpunar : Zygmunt Radziszewski
- Ewa Krasnodębska : Maria Radziszewska, sœur de Zygmunt
- Józef Pilarski
- Stanisław Łapiński : Kozłowski
- Ludwik Benoit
- Jadwiga Chojnacka : tante de Kazek Spokorny
- Zofia Małynicz : Radziszewska, mère de Zygmunt et Maria
- Hanna Skarżanka
- Natalia Szymańska : mère de Marek
- Seweryn Butrym
- August Kowalczyk : Zenon
- Feliks Żukowski : rédacteur
- Bogdan Baer : témoin au procès
- Krzysztof Chamiec
- Mieczysław Czechowicz
- Jerzy Dobrowolski - étudiant
- Tadeusz Kalinowski
- Józef Łodyński
- Leopold René Nowak : ami
- Józef Pilarski
- Bolesław Płotnicki
- Kazimierz Wichniarz

## Distinctions

### Récompenses
- Festival de Cannes 1954 : Prix international
- Festival d'Édimbourg 1954

### Sélection
Le film a été présenté en sélection officielle en compétition au Festival de Cannes 1954.